# Бер Оук (Мичиген)
Бер Оук (енгл. Burr Oak) град је у америчкој савезној држави Мичиген.

## Демографија
По попису из 2010. године број становника је 828, што је 31 (3,9%) становника више него 2000. године.
| Група             | 2000.       | 2010.       |
| Белци             | 774 (97,1%) | 781 (94,3%) |
| Афроамериканци    | 5 (0,6%)    | 4 (0,5%)    |
| Азијати           | 2 (0,3%)    | 6 (0,7%)    |
| Хиспаноамериканци | 12 (1,5%)   | 27 (3,3%)   |
| Укупно            | 797         | 828         |